# Megaregion
Megaregion (t. megaregion fizycznogeograficzny) – wielkopowierzchniowa jednostka podziału fizycznogeograficznego, wyróżniona przede wszystkim na podstawie uwarunkowanych neotektonicznie makroform ukształtowania powierzchni. Megaregiony są najwyższymi i największymi jednostkami regionalizacji fizycznogeograficznej - wyróżnia się je w obrębie kontynentów (części świata). 
W regionalizacji fizycznogeograficznej zgodnej z uniwersalną klasyfikacją dziesiętną Międzynarodowej Federacji Dokumentacji megaregiony oznacza się jedną cyfrą. W Europie wyróżnia się dziewięć megaregionów: 
I. Europa Północna
0 Archipelagi Europy Północnej
1 Półwysep Fennoskandzki
II. Europa Zachodnia
2 Wyspy Brytyjskie
3 Pozaalpejska Europa Środkowa
4 Region alpejski
5 Region karpacki
III. Europa Południowa
6 Wyspy i półwyspy Morza Śródziemnego
IV. Europa Wschodnia
7 Krym i Kaukaz
8 Niż Wschodnioeuropejski
9 Ural
W granicach megaregionów wyróżnia się mniejsze jednostki - prowincje. 